# Alan Rogers
Alan Rogers (Southport, 31 dicembre 1924 – 25 agosto 2022) è stato un allenatore di calcio inglese.

## Biografia
Ha servito per la marina militare britannica durante la seconda guerra mondiale a bordo della HMS Oribi, che venne coinvolta nella vittoriosa battaglia del mare di Barents nel dicembre 1942. Per tale motivo nel 2013 è stato insignito dell'Arctic Star.

## Carriera
L'esperienza agonistica di Rogers si limitò ad un provino fallito con l'Everton ed una militanza con i dilettanti del Redhill.
Ottenuto il patentino da allenatore, aderisce al programma della Football Association per la diffusione e lo sviluppo del calcio nel mondo.
Dal 1962 al 1963 è alla guida della nazionale delle Filippine; Rogers si trovò in difficoltà sia per lo scarso seguito che il calcio aveva nel paese sia per le a lui avverse condizioni climatiche.
Nel 1963 si sposta in Sudafrica, la cui federazione era stata esclusa l'anno prima dalla FIFA a causa dell'apartheid. Negli stessi anni insegna calcio nel Basutoland.
Dal 1965 al 1966 è alla guida della nazionale ugandese, coadiuvato da Robert Kiberu.
Dopo aver effettuato una tournée di conferenze e stage negli Stati Uniti d'America, nel 1967 diviene l'allenatore del Chicago Spurs, società militante nella neonata NPSL. Con gli Spurs ottenne il terzo posto nella Western Division.
Dal 1969 al 1970 è in Iran alla guida del Paykan.
Nel 1970 torna negli Stati Uniti per allenare il K.C. Spurs, con cui ottiene il secondo posto della Northern Division della North American Soccer League 1970.
La stagione seguente diventa l'allenatore dei Washington Darts, con cui ottiene il terzo posto della Southern Division.
Nel 1971 torna in Iran per guidare il Persepolis, società con cui vince tre campionati. In Iran allenerà anche lo Shahbaz.
Dopo un'esperienza a Bengasi, nel 1978 torna in Europa per allenare gli islandesi del KA Akureyri.

## Palmarès
- Campionato iraniano: 3

Persepolis: 1971-1972, 1973-1974, 1975-1976